# Сокращение URL
Сокращение URL — возможность, используемая в Интернете, и сервис, глобально предоставляемый разными компаниями. Служба (сервис) используется в тех случаях, когда необходимо иметь дополнительный короткий (альтернативный) URL-адрес для доступа к Веб-странице.

## Применение

### Экономия длины сообщения
Сокращение URL помогает создавать более короткие адреса. В Twitter или IM-программах даже 60-символьный URL может быть слишком длинным (например, в Twitter размер сообщения был изначально ограничен 140 символами).

### Предотвращение ненамеренного искажения URL
В настоящее время веб-разработчики часто передают в URL параметры для представления иерархии данных, команды, пути загрузки или информацию о сессии. Это нередко отражается на URL, что делает его сложным для восприятия и запоминания. URL-адреса, в которых 100 и более знаков, при частом копировании могут по неаккуратности быть скопированы не полностью, что сделает ссылку нерабочей. Короткий же URL удобен для копирования в письма e-mail или сообщения на форумах.

### Чтение вслух
Сокращённые URL могут быть полезны при чтении вслух.
Также в последнее время появилось множество сервисов (в зоне .рф), которые предоставляют короткую ссылку, составленную полностью из русских букв. 

### Статистика и аналитика
Некоторые сервисы предлагают подробную информацию по обращениям к укороченной ссылке, одновременно отслеживая и собирая данные по странам — источникам трафика, HTTP-реферерам, браузерам, а также операционным системам посетителей.

### Скрытие партнёрских ссылок
Так как номер партнёра, в большинстве случаев содержащийся в реферальной ссылке, может вызывать подозрение у потенциальных покупателей, некоторые веб-мастеры[кто?] и специалисты по поисковой оптимизации используют сервисы сокращения ссылок для скрытия реального URL.

### Манипуляция посетителями
Сокращение URL — особый вид перенаправлений, которые могут быть использованы для пранка, фишинга и скрытия источника. Например, для перенаправлений на порнографические или вредоносные сайты. Во избежание попадания на опасные и нежелательные ресурсы существуют онлайн-сервисы по «дешифровке» коротких ссылок, позволяющих увидеть исходный URL.
Некоторые из сайтов, предоставляющих услугу по сокращению ссылок, стали фильтровать все сокращаемые ссылки через сервисы, подобные Google Safe Browsing.

## История
- Первый наиболее популярный сервис сокращения ссылок TinyURL был запущен в 2002 году, хотя идея датируется по крайней мере 2001 годом[1].
- Популярность TinyURL повлекла за собой создание не менее 100 подобных веб-сайтов[2].
- Изначально Twitter автоматически конвертировал длинные URL, используя TinyURL. Начиная с 2009 стал использоваться сайт bit.ly[3][4]. В настоящее время используется собственная система t.co.
- В ноябре 2009 короткие ссылки на bit.ly были использованы 2,1 миллиарда раз[5]. В это же время bit.ly и TinyURL являются наиболее широко используемыми сервисами сокращения URL[5].
- В 2010 году Google представил свой сервис сокращения ссылок — goo.gl, который сразу же оказался самым надёжным и быстрым на тот момент[6]. Однако, в некоторых браузерах, например Opera, из-за обильного использования сценариев JavaScript данный сервис может вызывать непредвиденные ошибки, вплоть до перезапуска браузера [источник не указан 4480 дней].

## Неподдерживаемые схемы
Поддерживается большинство URI-схем, включая http:, https:, ftp:, pop:, imap:, nntp:, news:, ldap:, gopher:, dict:, dns: и т. д.
Однако, URL data: и javascript: по соображениям безопасности обычно не поддерживаются.

## Принцип работы
Каждому длинному URL-адресу присваивается ключ, который добавляется после http://domain.tld/. К примеру, http://tinyurl.com/m3q2xt имеет ключ m3q2xt.

## Критика и проблемы

### Блокирование
TinyURL заблокирован в Саудовской Аравии.
Некоторые сайты блокируют отправку коротких URL-перенаправлений:
- В 2006 MySpace запретил вставку TinyURL.
- В 2009 Twitter заменил TinyURL на Bit.ly как автоматическое сокращение ссылок длиннее 26 символов[3].
- Сервисы сокращения ссылок внесены в глобальный спам-лист проектов Фонда Викимедиа.

### Мёртвые ссылки
Сервис сокращения ссылок имеет потенциальную возможность того, что все сокращённые ссылки станут мёртвыми в случае прекращения работы сервиса. Опасность этого велика ввиду отсутствия у сервиса устойчивой бизнес-модели в долгосрочной перспективе. В конце 2009 года Архив Интернета запустил проект «301 Works» вместе с двадцатью (изначально) компаниями, чьи сокращённые ссылки будут представлены в проекте. Цель проекта сформулирована так: «защитить пользователей сокращённых ссылок путём предоставления прозрачности и постоянства соответствий ссылок».